# نیک کیریوس
 نیک کیریوس (یونانی: Νικόλαος Χίλμη "Νίκος" Κύργιος؛ زادهٔ ۲۷ آوریل ۱۹۹۵) یک تنیس‌باز اهل استرالیا است.